# Laugh Tracks
Laugh Tracks es el primer álbum de estudio de la banda estadounidense de metalcore Knocked Loose. Fue lanzado el 16 de septiembre de 2016 bajo el sello Pure Noise Records. El álbum fue producido por Will Putney, productor y guitarrista de las bandas END y Fit for an Autopsy, en Belleville, Nueva Jersey, después de que un amigo le mostró el trabajo anterior de Knocked Loose y él tuvo el deseo de producir su álbum.

## Lista de canciones
| N.º | Título                  | Duración |  |
| 1.  | «Oblivions Peak»        | 3:38     |  |
| 2.  | «Deadringer»            | 3:00     |  |
| 3.  | «The Rain»              | 2:56     |  |
| 4.  | «Blood Will Have Blood» | 2:25     |  |
| 5.  | «Counting Worms»        | 1:11     |  |
| 6.  | «My Heroes»             | 2:37     |  |
| 7.  | «Billy No Mates»        | 2:14     |  |
| 8.  | «Last Words»            | 2:36     |  |
| 9.  | «No Thanks»             | 2:16     |  |
| 10. | «A Fetish»              | 2:20     |  |
| 11. | «Laugh Tracks»          | 3:52     |  |

## Personal
Knocked Loose
- Bryan Garris - voz principal
- Isaac Hale - guitarra principal, coros
- Cole Crutchfield - guitarra rítmica, coros
- Kevin Otten - bajo
- Kevin "Pacsun" Kaine - batería

Producción
- Will Putney - producción, ingeniería, mezcla